# Estrechos de Tirán
Los denominados estrechos de Tirán (también en singular, estrecho de Tirán) (en árabe, مضيق تيران) son un angosto pasillo marítimo existente en la región de Oriente Próximo; concretamente entre la península del Sinaí, en Egipto, y el cabo o península de Shayk Humayd, en Arabia Saudita. Su longitud es de unos 5 km, y comunican las aguas del mar Rojo septentrional con el golfo de Áqaba, el entrante oriental del mencionado mar hacia el noreste.
El paso es así denominado debido a la presencia de la pequeña isla de Tirán (80 km²), la cual, junto con la vecina de la isla Sanafir (33 km²), poseen una ubicación estratégica, mediante la cual se controla el acceso al golfo de Áqaba y el acceso a los importantes puertos de Umm al Rashrash (Israel) y Áqaba (Jordania). Ambas islas pertenecen a Arabia Saudí[cita requerida], si bien ésta arrienda la isla de Tirán a Egipto, que mantiene un puesto de observación en la isla controlado por la Fuerza Multinacional de Observadores (MFO) y otro de la Patrulla Costera de Egipto.
La posición estratégica de las islas fue clave en la denominada Guerra de los Seis Días. En mayo de 1967, el presidente egipcio Gamal Abdel Nasser exigió la retirada de la Fuerza de Emergencia de las Naciones Unidas del Sinaí y luego cerró los Estrechos de Tirán al tráfico israelí, bloqueando el acceso al puerto de Eilat, lo cual Israel consideró un casus belli. Además, Egipto movilizó cerca de 100 000 soldados y 1 000 tanques en la península del Sinaí, lo que incrementó las tensiones regionales. Como resultado, Israel lanzó un ataque preventivo contra las bases aéreas egipcias el 5 de junio de 1967, iniciando el conflicto.